# Colline fortifiée de Trouvor
La colline fortifiée de Trouvor (en russe : Тру́ворово городи́ще), aussi appelée Staroïe Izborskoïe (en russe : Ста́рое Избо́рское) est un site archéologique des VIIe – XVIIIe siècles à d'Izborsk dans l'oblast de Pskov dans le nord-ouest de la Russie.
Il occupe un cap triangulaire pointu d'un plateau élevé atteignant 48 mètres de haut, au-dessus du lac Gorodichtchenskoïe et de la vallée d'Izborsk-Maly. Le site de la colline fortifiée a un contour triangulaire mesurant environ 1 hectare et était protégé côté sol par un rempart pouvant atteindre 6 mètres de haut et un fossé d'environ trois mètres de profondeur.

## Histoire
La colline fortifiée a été fondée par les Kirvitches au tournant des VIIe – VIIIe siècle ; elle a été mentionnée pour la première fois dans la Chronique des temps passés en 862. La superficie de la zone autrefois habitée est de 7 000 m2. À côté des maisons slaves en rondins hors sol avec planchers en bois et poêles en terre cuite, dans l'un des coins du site se trouvaient des bâtiments de la population non slave avec des sols en pisé et des cheminées.
Dans la fortification d'Izborsk (Truvorov), ainsi qu'en d'autres endroits du nord-ouest de la Russie (Pskov, Kamno, Ladoga) aux VIIIe – XIe siècles, les moules de fonderie en pierre calcaire se sont répandus, à la suite de la renaissance de la mode pour des décorations similaires qui s'est développée dans la culture archéologique de Prague (ru) des premiers Slaves au tournant des VIe – VIIe siècles.
Après un violent incendie dans la première moitié du Xe siècle, Izborsk, un centre tribal, est devenue une ville du début du Moyen Âge avec une structure en deux parties : la partie cap du fort est devenue une detinets militaire princière, entourée le long du périmètre par un puissant mur en rondins de chêne avec une porte. Les artisans vivaient dans une ville entourant la detinets, le posad, protégée côté étage par un rempart voûté en terre cuite, un mur de pierre et un fossé. 
En 1330, Izborsk est déplacée au mont Gérava où est construite la forteresse d'Izborsk afin d'avoir une meilleure place forte.
Sur le territoire de la colline fortifiée se trouve l'église Saint-Nicolas-le-Thaumaturge-du-gorodichtché-de-Trouvor du  XVIIe siècle. Près du village se trouve un ancien cimetière avec des croix en pierre conservées du XVe siècle. L'une des croix, plus haute que la taille d'un homme, est connue sous le nom de croix Trouvor. La légende populaire la relie au légendaire varègue Trouvor, frère de Rurik.
Trouvor est l'un des personnages d'une série historique de 12 médailles consacrées à l'histoire de la Russie antique et frappées sur ordre de Catherine II par a Monnaie russe. Sur l'avers de la médaille se trouvait un portrait fictif de Rurik, et au revers il y avait le kourgane de Truvor et l'inscription : « Mémorable à ce jour », en dessous : « Truvor est mort à Izborsk en 864 ».

## Fouilles archéologiques
Les premières fouilles archéologiques sur le site remontent à 1924, lorsque l'archéologue suédois Birger Nerman, qui dirigeait le département d'archéologie de l'Université de Tartu, découvrit, avec ses étudiants, des poteries médiévales et des fragments d'objets scandinaves.
En 1946, une expédition archéologique débuta à l'Institut d'histoire de la culture matérielle de l'Académie des sciences de l'URSS. Sur la base de ses résultats, la scientifique S. A. Tarakanova a conclu qu'une colonie slave sur le site de l'ancienne colonie n'est apparue qu'aux VIIIe et IXe siècles. Izborsk serait donc plus jeune que Pskov.
Les fouilles de l'expédition archéologique de Pskov en 1953-1962 ont été dirigées par Grigory Pavlovich Grozdilov.
En 1971, une expédition archéologique de l'Institut d'archéologie de l'Académie des sciences de Russie a commencé à travailler dans la colonie d'Izborsk sous la direction de Valentine Vassilevitch Sedov (ru) En 1972, une borne frontière du XIVe siècle a été trouvée avec une inscription cyrillique mesurant environ 30x22 cm et 15 cm d'épaisseur. L'inscription se compose de deux parties : « mєзѧ » signifiant « frontière » et « насѧ чсть воротьковаa » signifiant « notre partie de Vorotkova ».
Enfin, en 1974, des restes de fortifications ont été découverts pour la première fois, avec les ruines d'un mur de pierre et les rainures adjacentes, interprétées comme les restes d'un mur en bois, expliqué plus tard comme le mur de la detinets. Des recherches archéologiques ont été menées jusqu'en 1992.
Dans des publications de 2007, Sedov a interprété cinq périodes de la colonie - deux « pré-villes » (VIIIe – Xe siècles), la période de la citadelle en bois (XIe  début du - XIIe siècle) et deux périodes ultérieures (fin XIIIe - début du  XIVe siècle).

## Galerie

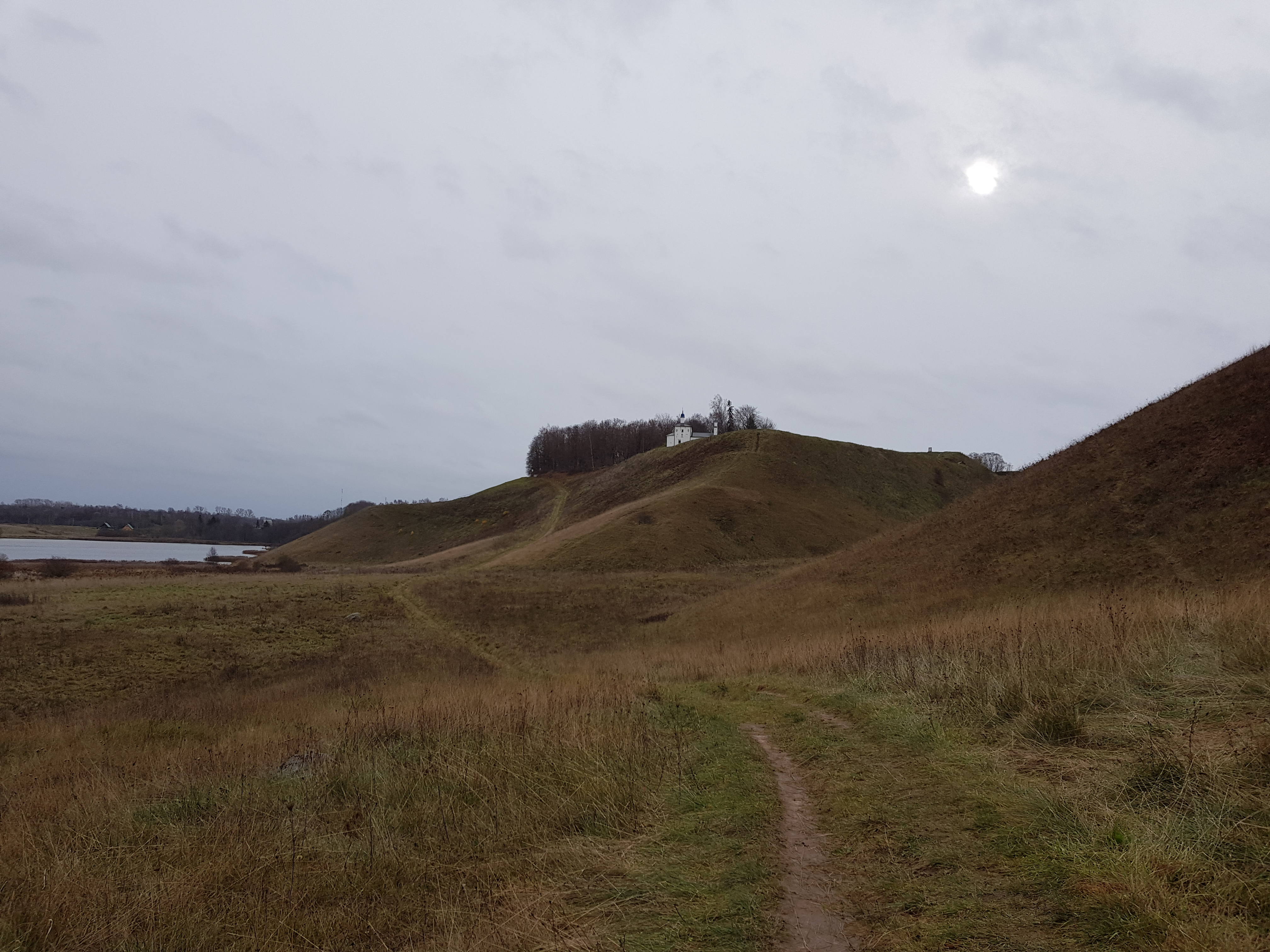
La colline fortifiée avec le Gorodichtchenskoïe à gauche.
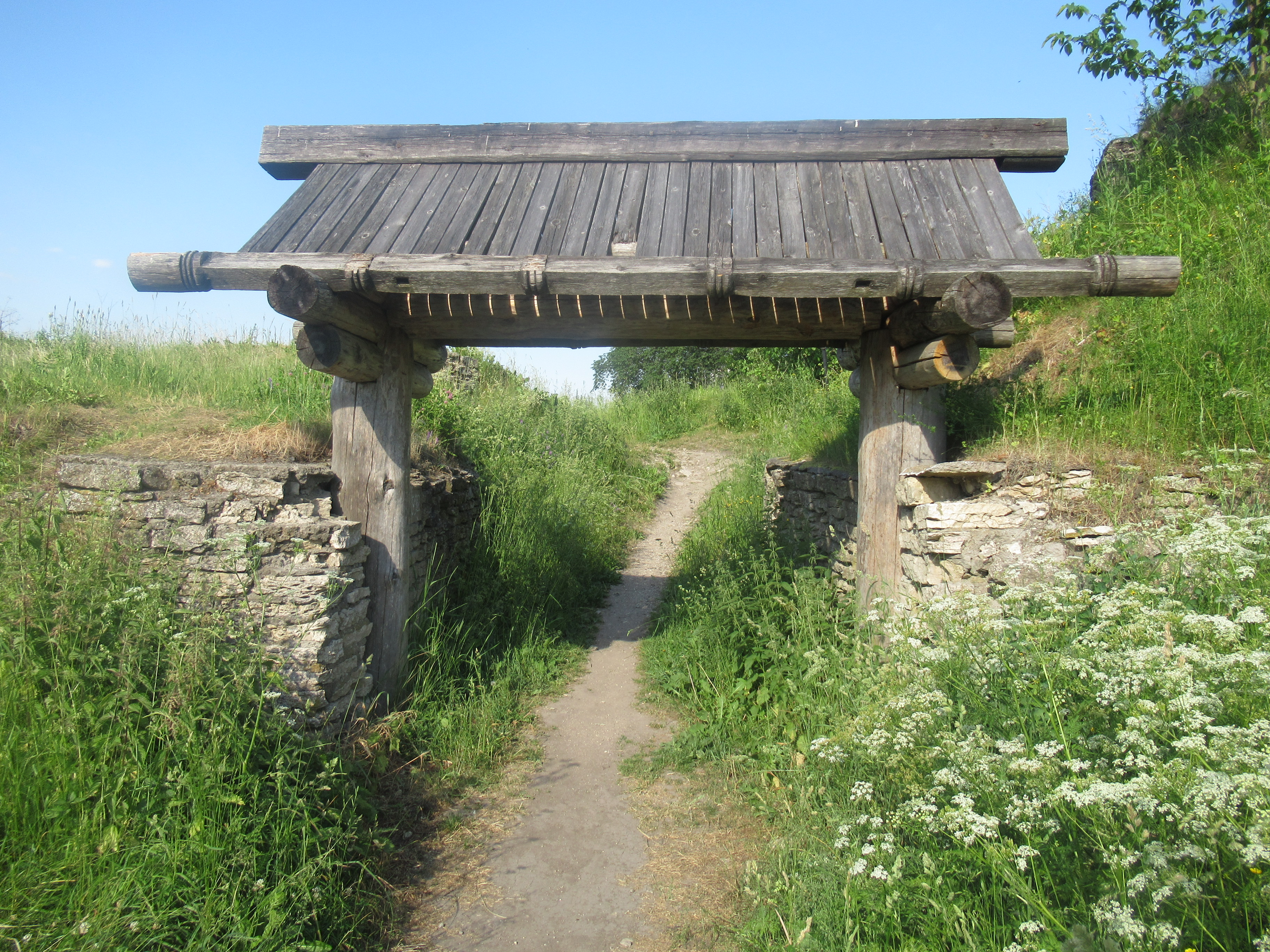
Portes reconstituées.
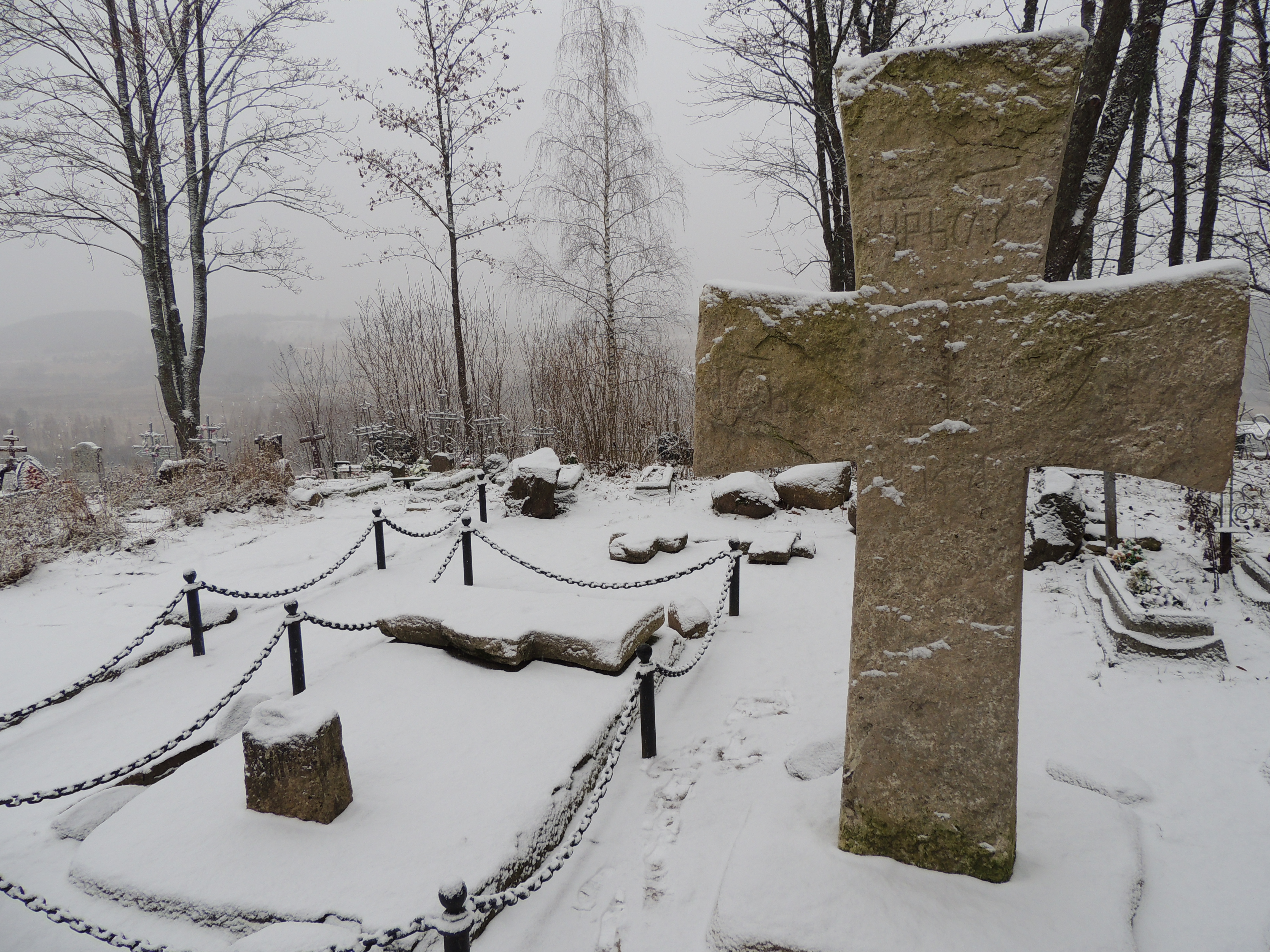
Croix de Trouvor.
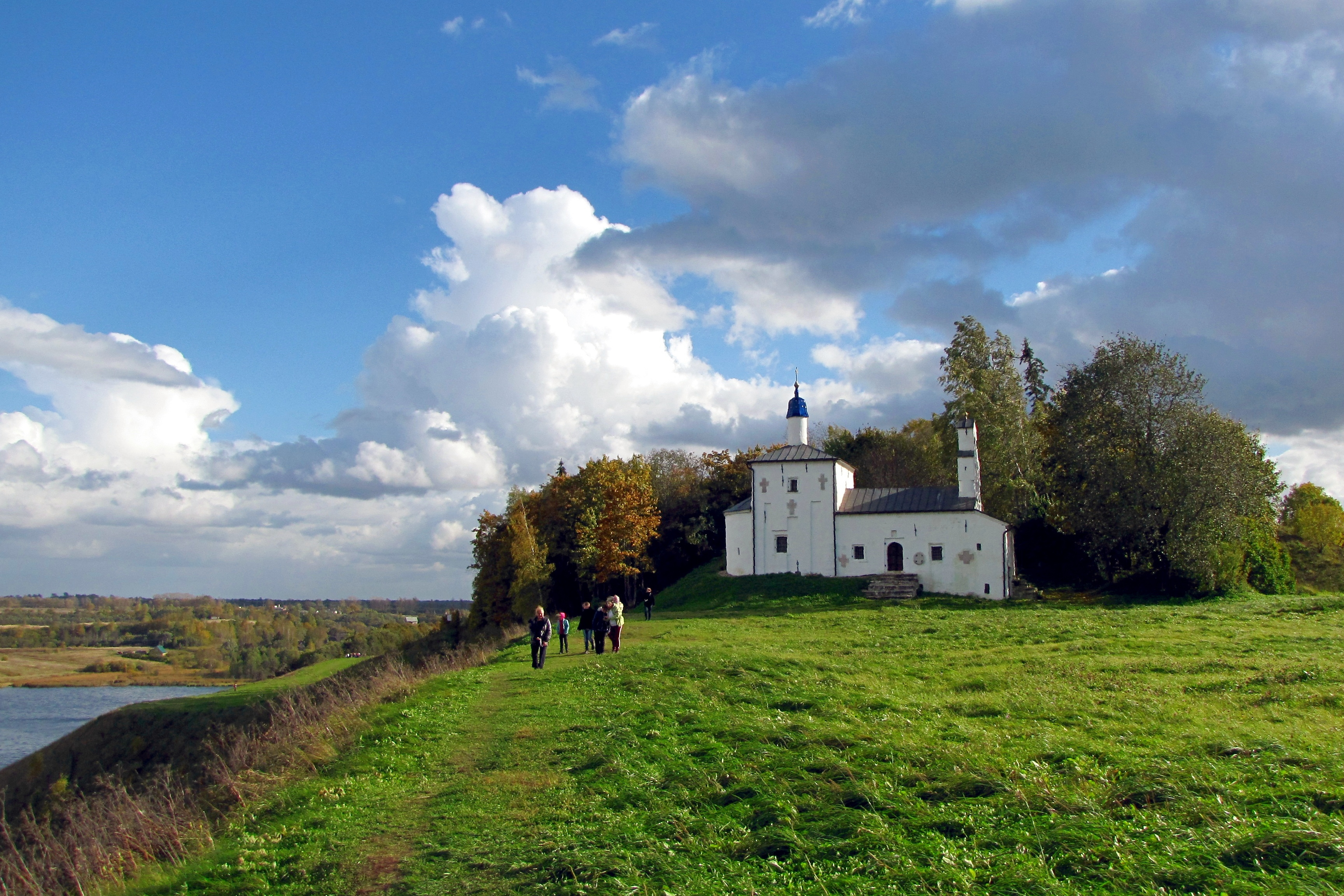
L'église Saint-Nicolas.